# Dieneces
Dieneces, Diéneces ou Dienekes (em grego:  Διηνέκης; ? — 480 a.C.); grego dórico: διανεκής "contínuo, ininterrupto"; foi um soldado espartano que lutou e morreu na Batalha das Termópilas em  480 a.C.. Ele foi aclamado o mais bravo de todos os gregos que lutaram naquela batalha. Heródoto relatou a seguinte anedota sobre Dieneces:
"(...) o espartano Dieneces teria provado ser o melhor homem de todos, o mesmo que, como eles relatam, proferiu este ditado antes de travar a batalha com os medos: - sendo informado por um dos homens de Trachis que quando os bárbaros dispararam suas flechas, eles obscureceram a luz do sol pela multidão de flechas, tão grande era o número de seu exército, ele não ficou desanimado com isso, mas fazendo pouco caso do número de medos, disse ele que seu convidado de Trachis lhes trouxe notícias muito boas, pois se os medos obscurecessem a luz do sol, a batalha contra eles seria na sombra e não no sol."
Heródoto também menciona que Dieneces disse muitas outras coisas semelhantes que o tornaram inesquecível.
Plutarco em seu "Sayings of the Spartans" também menciona esse comentário, mas ele o atribui a Leônidas I, general de Dieneces na batalha. De acordo com Plutarco, quando um dos soldados queixou-se a Leônidas que "Por causa das flechas dos bárbaros é impossível ver o sol", Leônidas respondeu: "Não será bom, então, se tivermos sombra na qual para lutar contra eles?". A lacônica frase "então lutaremos na sombra" foi citada por escritores latinos como Cícero (em umbra igitur pugnabimus , Tusculan Disputations I.42) e Valerius Maximus (em umbra enim proeliabimur, III.7, ramal 8).
A rua a leste da Tumba de Leônidas, na moderna cidade de Esparta, tem o nome de Dieneces (οδός Διηνεκούς , conectando Θερμοπυλών e Ηρακλειδών).

## Na cultura popular
- Dienekes é um dos personagens principais do romance Gates of Fire (1998), de Steven Pressfield. Ele é conhecido por seus one-liners memoráveis e inteligência rápida, que se assemelha à sua citação da vida real de "lutar na sombra". Ao longo do livro, o autor alude ao seu caráter humilde e trabalhador, que o narrador usa para explicar suas excelentes habilidades de liderança e proeza de combate como comandante de pelotão. Seu principal trabalho como oficial era "disparar seu valor quando ele sinalizava, e controlar sua fúria quando ameaçava tirá-los do controle". Ele é descrito como um mestre e um "aluno do medo". Ele compartilha sua sabedoria atemporal ao longo do livro com seu protegido. Ao longo do livro, ele tenta despir a luta de seu mistério dizendo que "a guerra é trabalho", que a preparação para a guerra é a busca mais nobre e virtuosa. Ele prega que há uma "força além do medo" apenas por alcançar e cumprir as virtudes estabelecidas pela lei espartana. Ele também descreve a capacidade de luta dos guerreiros que tocaram o sublime em batalha. Ele cita seu falecido irmão quando perguntado como ele lutou como um imortal e ele responde: "Mais virtude". Uma das mais profundas sabedorias que partilha com os leitores é que "o amor é o oposto do medo".[6][7]
- Dienekes é interpretado por Michael Fassbender no filme 300 como Stelios.  Ele aparece em muitas cenas ao longo do filme e dá sua famosa linha "luta na sombra". Ele é um amigo próximo do rei Leônidas, bem como Astinos, que é filho do capitão Ártemis e um guerreiro espartano.[8]
- Dienekes é um personagem do jogo eletrônico Assassin's Creed: Odyssey.[9]